# Erotismo com monstros

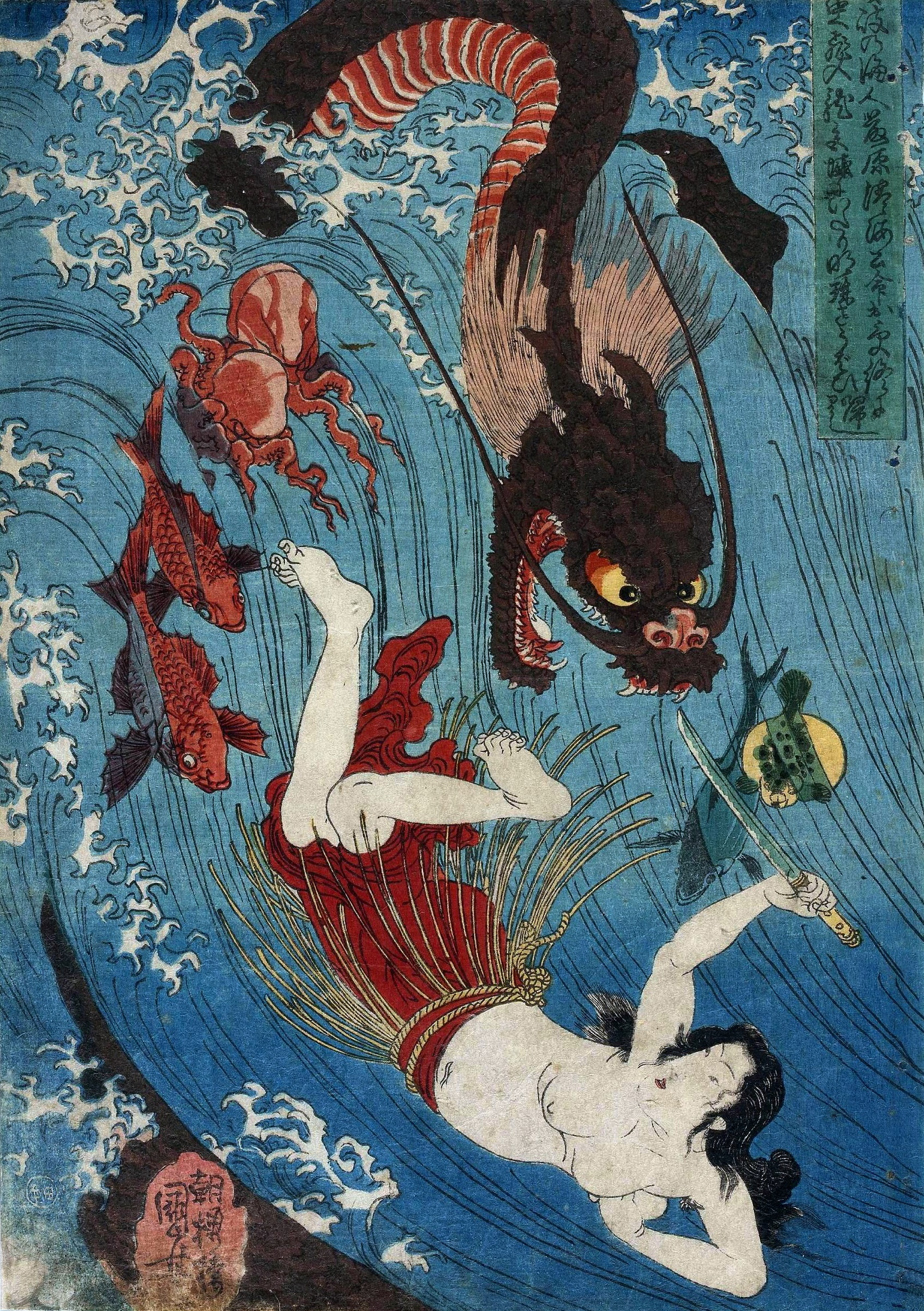
Tamatori escapando do Rei Dragão por Utagawa Kuniyosh, por volta de 1844

Erotismo com monstros, também conhecido como pornografia de monstros ou erotismo criptozoológico, é um subgênero de terror erótico que envolve encontros sexuais entre humanos e monstros.

## Temas
Os monstros apresentados em tais obras incluem dinossauros (ver erotismo de dinossauros), zumbis, e extraterrestres, bem como seres folclóricos, míticos e lendários, como yetis, minotauros e duendes. Os títulos típicos do gênero incluem Cum For Bigfoot, Frankenstein's Bitch, Milked by the Aliens ou Taken by the T-Rex.
Os escritores de livros eróticos sobre monstros argumentam que o sexo com monstros é diferente do sexo com animais, pois os monstros são retratados como seres inteligentes e como estando no controle do encontro. No entanto, os romances eróticos sobre monstros geralmente apresentam sexo não consensual, pelo menos no que diz respeito aos participantes humanos.
Em anime e mangá, o erotismo ou romance com monstros é um pouco mais comum (por exemplo, em títulos como Monster Musume ou Miss Kobayashi's Dragon Maid), e o relacionamento pode ser retratado como mais claramente consensual.

## História

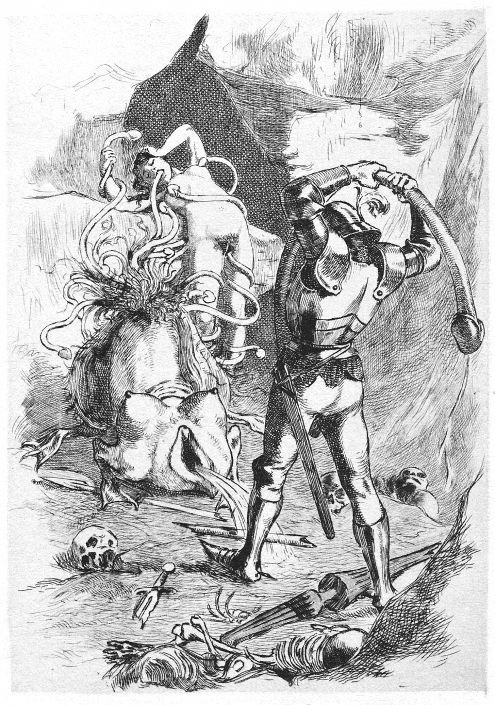
Ilustração de La Grande Danse macabre des vifs, 1905

Os estudiosos identificaram elementos eróticos em romances de terror com personagens monstruosos desde Carmilla (1872) de Sheridan Le Fanu e Drácula (1897) de Bram Stoker. Os filmes de ficção científica às vezes tratam de monstros e sexualidade, como em I Married a Monster From Outer Space (1958). Como um gênero distinto, no entanto, o erotismo com monstros é um desenvolvimento mais recente que encontrou seu público na internet depois de 2010. A maioria dos romances eróticos de monstros é autopublicada. Em 2013, nenhuma das editoras contatadas pela Business Insider para um artigo sobre o gênero respondeu quando perguntadas se haviam recebido ofertas de obras desse tipo.
O gênero erótico de monstros atraiu a atenção do público na década de 2010 devido à surpreendente popularidade que esses romances obtiveram nas lojas de e-books em inglês. Após uma série de reportagens da mídia no Reino Unido em 2013 sobre a fácil disponibilidade de e-books autopublicados com representações de estupro, incesto e bestialidade, os principais varejistas de e-books, como a Amazon.com, removeram um grande número de livros eróticos autopublicados de seus sites, incluindo muitos romances eróticos de monstros.
O gênero atraiu novamente a atenção do público quando Denver Riggleman foi eleito para a Câmara dos Representantes dos EUA no 5º distrito congressional da Virgínia, em 2018. Seu oponente o acusou de ser um "devoto da erótica do Pé-grande", o que ele negou.